# Scaphoideus cinerosus
Scaphoideus cinerosus är en insektsart som beskrevs av Henry Fairfield Osborn 1900. Scaphoideus cinerosus ingår i släktet Scaphoideus och familjen dvärgstritar. Inga underarter finns listade i Catalogue of Life.